# Montastraeidae
Montastraeidae  zijn een familie van rifkoralen. 

## Geslacht
- Montastraea Blainville, 1830